# 19. april
19. april er dag 109 i året i den gregorianske kalender (dag 110 i skudår). Der er 256 dage tilbage af året.
Daniels dag. Dagen har fået sit navn efter Det gamle Testamentes profet, Daniel.
Daniels kilde ved Esrum Kloster har navn efter en munk på stedet.

### Begivenheder
Født - Dødsfald
- 1541 - Ignatius Loyola bliver overhoved for jesuiterordenen.
- 1689 - Sophie Amalienborg (Amalienborgs forgænger) brændte og 171 mennesker omkom.
- 1713 - Kejser Karl 6. iværksætter den Pragmatiske Sanktion, der sikrer kvindelig arvefølge i de Habsburgske Arvelande, så magten kan overgå til hans datter Maria Theresia.
- 1775 - Det første regulære slag i den amerikanske uafhængighedskrig står ved Lexington. De 13 britiske kolonier på den nordamerikanske østkyst og Storbritannien var kommet op at toppes om briternes toldlægning på varer til Nordamerika.
- 1897 - Boston Marathon i USA løbes for første gang. Det er det ældste, endnu eksisterende, maratonløb.
- 1904 - Store dele af Toronto i Canada ødelægges under en storbrand.
- 1943 - Tyske besættelsestropper rykker ind i den jødiske ghetto i Polens hovedstad Warszawa for at foretage en ”udrensningsaktion mod de tilbageværende jøder”, men de møder uventet hård modstand.
- 1945 - Sovjetiske tropper sætter over floden Oder.
- 1951 - I London afholdes den første ”Miss World” konkurrence, der vindes af en svensk deltager.
- 1956 - Den amerikanske filmskuespillerinde Grace Kelly bliver gift med fyrst Rainier 3. af Monaco.
- 1961 - Med hjælp fra USA forsøger eksilcubanere uden held at gå i land i Svinebugten på Cuba for at styrte Fidel Castro.
- 1966 - Filmen Dr. Zivago af David Lean vinder 6 Oscars ved prisuddellingen i Hollywood, USA.
- 1966 - I USA kobler kirurgen Michael DeBakey en patient til et kunstigt hjerte.
- 1968 - 100 psykologistuderende starter det danske studenteroprør ved at besætte Psykologisk Laboratorium på Københavns Universitet.
- 1970 - Kort før start eksploderer en SAS-flyvemaskine i lufthavnen i Rom, Italien. Alle 76 om bord redder sig ud gennem nødudgangene.
- 1987 - The Simpsons kan for første gang oplevet på amerikansk tv.
- 1990 - Den danske regering beslutter at sælge de to store Kattegat-færger Nils Klim og Peder Paars til det svenske rederi Stena Line.
- 1993 - 86 medlemmer af den religiøse Davidian-sekt omkommer i et flammehav efter en eksplosionsagtig brand i deres hovedkvarter i Waco, Texas, USA efter 51 dages politibelejring
- 1995 - En regeringsbygning i Oklahoma City i USA udsættes for et bombeattentat, der dræber 168 (heraf 19 mindre børn) og sårer mange hundrede mennesker.
- 1999 - Forbundsdagen i Tyskland vender efter den tyske genforening tilbage til Berlin.
- 2001 - Verdens største medicinalfirmaer opgiver en stærkt kontroversiel retssag mod Sydafrikas regering om retten til at producere billig kopi-medicin.
- 2005 - Den tyske kardinal Joseph Ratzinger bliver valgt som pave under navnet pave Benedikt 16.

### Født
- 1772 - David Ricardo, engelsk økonom (død 1823).
- 1793 - Ferdinand 1., østrigsk kejser (død 1875).
- 1853 - Harald Westergaard, dansk statistiker og nationaløkonom (død 1936).
- 1883 - Getúlio Vargas, brasiliansk præsident (død 1954).
- 1897 - Jiroemon Kimura, japansk, verdens hidtil ældste mand (død 2013).
- 1908 - Joseph Keilberth, tysk dirigent (død 1968).
- 1912 - Glenn T. Seaborg, amerikansk kemiker og nobelprismodtager (død 1999).
- 1917 - Sven Hazel, dansk forfatter (død 2012).
- 1933 - Jayne Mansfield, amerikansk skuespiller (død 1967).
- 1934 - Ulla Lock, dansk skuespillerinde (død 2012).
- 1935 - Dudley Moore, britisk skuespiller (død 2002).
- 1936 - Lars Lunøe, dansk skuespiller.
- 1944 - Carsten Brandt, dansk instruktør, dramatiker, skuespiller mm.
- 1945 - Ole Kock Hansen, dansk jazzmusiker.
- 1946 - Tim Curry, engelsk skuespiller.
- 1951 - Jóannes Eidesgaard, færøsk lagmand.
- 1954 - Steen Springborg, dansk sanger og skuespiller (død 2021).
- 1958 - Peter Gilsfort, dansk skuespiller.
- 1960 - Gitte Naur, dansk sanger og skuespiller.
- 1963 - Poul Erik Skammelsen, dansk TV 2-medarbejder.
- 1967 - Dar Williams, amerikansk singer-songwriter
- 1971 - Cæcilie Lassen, dansk forfatterinde.
- 1972 - Rivaldo, brasiliansk fodboldspiller.
- 1978 - Mira Wanting, dansk skuespillerinde (død 2012).
- 1978 - James Franco, amerikansk skuespiller
- 1979 - Kate Hudson, amerikansk skuespillerinde.
- 1982 - Mette Sjøberg, dansk håndboldspiller.
- 1987 - Marija Sharapova, russisk tennisspiller.
- 1988 - Kirsten Carlsen, dansk forfatterinde.
- 1990 - Kristen Stewart, amerikansk skuespillerinde.
- 1993 - Jack Duncan, australsk fodboldspiller.

### Dødsfald
- 1560 - Philipp Melanchthon, tysk teolog og forfatter (født 1497).
- 1658 - Kirsten Munk, dansk grevinde og Christian 4.'s elskerinde (født 1598).
- 1689 - Kristina, svensk regerende dronning (født 1626).
- 1726 - Frederik Christian von Adeler, dansk kammer- og gehejmeråd (født 1668).
- 1824 - Lord Byron, engelsk digter (født 1788).
- 1881 - Benjamin Disraeli, britisk premierminister (født 1804).
- 1882 - Charles Darwin, britisk naturforsker (født 1809).
- 1906 - Pierre Curie, fransk fysiker og modtager af Nobelprisen i fysik (født 1859).
- 1914 - Charles Sanders Peirce, amerikansk filosof og polyhistor (født 1839).
- 1939 - Henry Stephens Salt, engelsk forfatter (født 1851).
- 1956 - Jørgen Niels Peter Chemnitz, grønlandsk tolk (født 1890)
- 1967 - Konrad Adenauer, tysk forbundskansler (født 1876).
- 1968 - Poul Reumert, dansk skuespiller (født 1883).
- 1972 - Elith Foss, dansk skuespiller (født 1911).
- 1975 - Aksel Schiøtz, dansk tenor (født 1906).
- 1981 – Christian Poulsen, dansk skakstormester (født 1912).
- 1989 – Daphne du Maurier, engelsk forfatter (født 1907).
- 1998 – Octavio Paz, mexicansk diplomat, forfatter og modtager af Nobelprisen i litteratur (født 1914).
- 2005 – Claus Bjørn, dansk historiker og kongehusekspert (født 1944).
- 2005 - Niels-Henning Ørsted Pedersen, dansk bassist (født 1946).
- 2013 – Palle Lykke, dansk cykelrytter og 6-dageskonge (født 1936).
- 2020 - Cecil Bødker, dansk forfatter (født 1927).
- 2021 - Walter Mondale (født 1928).
- 2021 – Birgitte Reimer, dansk skuespillerinde (født 1926).

|  | Denne datoartikel kan blive bedre, hvis der indsættes et (bedre) billede Du kan hjælpe ved at afsøge Wikimedia Commons for et passende billede eller uploade et godt billede til Wikimedia Commons iht. de tilladte licenser og indsætte det i artiklen. |